# アメデーオ4世・ディ・サヴォイア
アメデーオ4世・ディ・サヴォイア（イタリア語：Amedeo IV di Savoia, 1197年 - 1253年6月11日）は、サヴォイア伯（在位：1233年 - 1253年）。サヴォイア伯トンマーゾ1世とマルグリット・ド・ジュネーヴの長男としてモンメリアンで生まれた。父の死後、弟たちとサヴォイアの継承をめぐり争った。弟ピエトロ2世とアイモーネはヴァッレ・ダオスタにおいてアメデーオに対する反乱を扇動したが、娘婿のサルッツォ侯マンフレード3世とモンフェッラート侯ボニファーチョ2世の支援によりこれを鎮圧することができた。弟トンマーゾとともに、トリノやピネローロのコミューンと争ったが、結果ははっきりしなかった。

## 生涯

### 家長として
1233年に父トンマーゾ1世が死去し、長男であったアメデーオ4世がサヴォイア伯領とそれに付随する領地を継承した。しかし、弟ピエトロ2世とアイモーネは、領地を分割し2人にも分け与えることを要求した。1234年7月、アメデーオと弟グリエルモはシヨン城で家族会議を開いた。アメデーオと弟たちの両者とも武装した兵と共に到着したが、グリエルモは兄弟間で条約を結ぶことができた。この条約により、サヴォイア伯領は分割されずに済んだが、アメデーオのもとで特定の領地における弟たちの支配権を認めた。これらの領地はサヴォイア領の境界にあり、弟たちに領地を拡大させるために計画されたものであった。1235年に弟トンマーゾが聖職を離れたとき、アメデーオはトンマーゾに同様の領地を与えた。
息子が生まれる前、アメデーオは何度も自身の遺書に関して考えを変えた。最初、アメデーオは自身の娘婿らを相続人としていたが、1235年に弟トンマーゾのため遺書を書き換えた。そして同年の12月、アメデーオが包囲戦の準備をするまで、アメデーオは再び娘婿らを相続人とした。その後再びトンマーゾのために遺書を書き換えた。1239年3月、娘たちが遺書を書き換えるようアメデーオを説得した。1240年11月4日、トンマーゾはサヴォイアに戻り、自身のために遺書を書き換えるようアメデーオを説得した。トンマーゾが去った後、アメデーオは遺書を書き換えた。アメデーオの最後の遺書は1252年に書かれたもので、地位とほぼ全ての領地を息子ボニファーチョに遺し、トンマーゾを摂政とするとともに継承権第2位とした。

### ヨーロッパの大国のなかで
当時、アメデーオはヨーロッパの大国からの要求のバランスを取るために、多くの課題に直面していた。イングランド王ヘンリー3世は1235年に手紙を書き、アメデーオの姪エリナー・オブ・プロヴァンスと結婚するためアメデーオの同意を求めた。1238年、アメデーオはトリノの神聖ローマ皇帝フリードリヒ2世のもとを訪れ、皇帝により騎士とされた。そして弟らとともに、ブレシアを包囲するため軍を率いて向かった。1243年7月、アメデーオと弟トンマーゾはサルデーニャ王エンツォより、近頃皇帝派から教皇派に乗り換えたヴェルチェッリ包囲戦に参加するよう命じられた。この攻撃は失敗に終わり、アメデーオと弟トンマーゾはこの攻撃のために破門された。アメデーオとトンマーゾが新たに教皇となったインノケンティウス4世に破門について手紙を書き、新教皇は破門を解除した。
1244年末、教皇インノケンティウス4世はローマから逃亡し、アメデーオはスーザにおいて教皇と面会し、シャンベリーの峠を越えて教皇を護衛し、さらにリヨンまでの護衛として弟フィリッポを伴わせた。しかし、その後アメデーオは皇帝軍に対し同じ通路を通らせた。また、アメデーオは1246年1月16日にイングランド王ヘンリー3世との条約に署名し、年200マルクの支払いと引き換えに峠を通過する権利をイングランドに与えた。同月、アメデーオは姪ベアトリス・ド・プロヴァンスをフリードリヒ2世の軍から救出するためプロヴァンスに向かう軍に加わり、アンジュー伯シャルルとの結婚のためベアトリスを護衛した。1247年5月までに、フリードリヒ2世は教皇と争う準備が完了した。フリードリヒ2世はトリノに軍隊を集め、アルル王国およびフランス王国においていまだに自身に忠実な人々にシャンベリー（サヴォイアの首都）で会うよう命じた。しかし、パルマの反乱により、フリードリヒ2世はこの計画から撤退した。同年夏、アメデーオは教皇が1,500人の兵をロンバルディア同盟に対し派遣しようとするのを阻止した。1248年11月8日、フリードリヒ2世はアメデーオに弟トンマーゾをリヨンに向かわせるよう頼み、和平に向けての交渉を開始した。しかし、これらの努力は失敗に終わり、フリードリヒ2世が死去するまで戦いが続いた。

## 結婚と子女
アメデーオ4世は2度結婚した。1217年頃、ブルゴーニュ公ユーグ3世の娘マルグリットと結婚し、以下の子女をもうけた。
- ベアトリーチェ（1223年以前 - 1259年以前） - 1233年にサルッツォ侯マンフレード3世と結婚[12]、1247年4月21日にマンフレート・フォン・ホーエンシュタウフェンと再婚。
- マルゲリータ（1254年没） - 1235年12月9日にモンフェッラート侯ボニファーチョ2世と結婚[13]、2度目にヴァランティノワ伯アイマール3世と再婚。

1244年12月18日、バラル1世・デ・ボーの娘セシルと結婚した。
- ボニファーチョ（1245年 - 1263年） - サヴォイア伯
- ベアトリーチェ（1250年 - 1292年2月23日） - シャテル＝ブラン領主ピエール・ド・シャロン（シャロン伯ジャン1世の息子）と結婚、マヌエル・デ・カスティーリャ（カスティーリャ王フェルナンド3世の息子）と再婚。
- エレオノーラ - 1269年にギシャール・ド・ボージューと結婚
- コスタンツァ（1263年以降没）